# CFR 40 sorozat
A CFR 40 sorozat egy román 25 kV 50 Hz AC áramrendszerű villamosmozdony-sorozat. 1965-től 1991-ig gyártotta az ASEA, illetve licenc alapján az Electroputere Craiova.
A mozdony a román vasút első villamosmozdony-sorozata volt. A szilícium-egyenirányítós mozdonyt svéd tervek alapján készítették; jelenleg a nagy tömegű személyszállító- és tehervonatok vontatására használják. A széria első 10 mozdonyát – amelyek 1965 és 1966 között készültek – Svédországban állították össze, a további gyártás már a román üzemekben zajlott. A típusból jugoszláv, kínai és a 15 kV 16,7 Hz-es áramrendszerű norvég vasút részére is szállítottak. A villamosmozdony 5100 kW teljesítményű. A hajtást hat darab teljesen rugózott, hullámosáramú vontatómotor biztosítja a háromtengelyes forgóvázakban elhelyezett gumirugózású kerékpárok részére. A jármű tömege 120 tonna, legnagyobb sebessége 120 km/h, tengelyelrendezése Co'Co'. A forgóvázakat keresztkapcsolattal kötötték össze, így csökkentve a kerékkopás lehetőségét. A CFR 41 és CFR 42 sorozatú mozdonyok szerkezete csak kis mértékben tér el a CFR 40 mozdonyétól.

## Becenév
Egyik legismertebb magyar beceneve a Csaurusz. Az első ilyen, Magyarországon forgalomba állított gép a Softronic narancs-kék mozdonya volt, ami a GYSEV baleset miatt kiesett 1047 502-8-as Taurust pótolta. Az erdélyi magyarok azonban ezt a nevet nem szeretik, ehelyett inkább az Ázea és az Elektroputri az elterjedt. Az üvegszál-erősítésű homlokfallal épült új mozdonyokat, amiket az MMV, a CFR és a DB Schenker Rail állított forgalomba, UFO-nak nevezik.

## Alkalmazásuk Magyarországon
Magyarországon 2014-ben az alábbi társaságok üzemeltették a CFR 40 sorozatot:
- Magyar Magánvasút Zrt.: 2 (+1 bérelt, +1 Phoenix, +2 Transmontana)
- Foxrail: 2
- Train Hungary: 19 db
- CFR: 7 bejárós gép
- továbbá megfordulnak Magyarországon egyéb társaságok gépei is (DB Schenker, Rolling Stock).

Számuk idehaza bőven meghaladja a MÁV 1047 sorozatét, sőt még a MÁV 480 sorozatét is.